# Portret van Jeremias de Decker
Portret van Jeremias de Decker is een schilderij van Rembrandt in de Hermitage in Sint-Petersburg.

## Voorstelling
Het stelt de Noord-Nederlandse dichter Jeremias de Decker (1609-1666) voor. De Decker was bevriend met Rembrandt. Hij had het plan om de schilderijen van Rembrandt toe te zingen in verschillende bijschriften. Dit plan is echter nooit tot uitvoering gekomen.

## Toeschrijving en datering
Het werk is rechtsonder gesigneerd en gedateerd ‘Rembrandt / f.[ecit] 1666’.

## Herkomst
Het werk werd in 1781 verworven door Catharina II van Rusland met de collectie van de Comte de Baudouin uit Parijs. Sindsdien bevindt het zich in de Hermitage.
Adriaantje Hollaer · Ahasveros en Haman aan het feestmaal van Esther · De anatomische les van Dr. Deijman · De anatomische les van Dr. Nicolaes Tulp · Andromeda aan de rots geketend · Aristoteles bij de buste van Homerus · Artemisia · Badende vrouw · Bathseba met de brief van koning David · De blindmaking van Simson · De brillenverkoper · Buitenlandse admiraal · Christus in de storm op het meer van Galilea · Christus met een staf · Danaë · David en Uria · De doop van de kamerling · Het feestmaal van Belsazar · Flora · Gelijkenis van de rijke dwaas · Historiestuk · Jacob zegent de zonen van Jozef · Jeremia treurend over de verwoesting van Jeruzalem · Het Joodse bruidje · De maaltijd in Emmaüs · Marten Soolmans en Oopjen Coppit · Mozes en de tafelen der wet · De Nachtwacht · Het offer van Abraham (1635) · Pallas Athene · Portret van een man met handschoenen in de hand · Portret van een man · Portret van Amalia van Solms · Portret van Baertje Martens · Portret van Herman Doomer · Portret van Jan Six · Portret van Johannes Wtenbogaert · Portret van Maurits Huygens · De samenzwering van de Bataven onder Claudius Civilis · De schilder in zijn atelier · De Staalmeesters · De steniging van de Heilige Stefanus · Terugkeer van de verloren zoon · Titus aan de lezenaar · Titus als monnik · De Vaandeldrager · De verloochening van Petrus · De verloren zoon in een herberg · Het vertrek van de Sunammitische vrouw · De vlucht naar Egypte · De vlucht naar Egypte · Zelfportret op jeugdige leeftijd (ca. 1628) · Zelfportret met twee cirkels · Zelfportret als de apostel Paulus